# 外材
外材（がいざい）は、日本における輸入木材の総称。対語は国産材。

## 概要
日本は、アメリカ合衆国、カナダ（2国からの木材を米材という）、中華人民共和国（中国材）、東南アジア諸国（南洋材）、フィンランド、スウェーデン（北欧材）、ニュージーランド（ニュージーランド材）、ロシア（北洋材）などから、多くの木材を輸入している。
近年、木材輸入は減少傾向にある。
平成21年度の金額ベース（林野庁調べ）の上位3カ国は、
1. 中国：1,257 億円
2. マレーシア：958億円
3. カナダ：801億円

平成17年度の金額ベース（林野庁調べ）の上位3カ国は、
1. カナダ：1,478 億円
2. インドネシア：1,310億円
3. アメリカ合衆国：1,150億円

であった。

## 主な樹種
- ベイマツ
- ベイツガ
- ラワン
- チーク
- 黒檀
- ユーカリ
- カラマツ
- エゾマツ
- モミ
- トウヒ

## 外材を扱う主な海外企業
- ウェアーハウザー（アメリカ）
- アルカイム（ロシア）
- アラウコ（チリ）